# Satyrus rileyi
Satyrus rileyi är en fjärilsart som beskrevs av Ramon Agenjo Cecilia 1963. Satyrus rileyi ingår i släktet Satyrus och familjen praktfjärilar. Inga underarter finns listade.